# Isola Sabrina (Antartide)
L'isola Sabrina è un piccolo isolotto disabitato di circa 1,5 km2 ubicato circa un miglio a sud dell'isola Buckle, nelle isole Balleny, Antartide. Al largo della punta meridionale dell'isola sorgono due piccoli isolotti denominati i Monoliti.

## Storia
L'isola fu scoperta nel 1839 dall'esploratore inglese John Balleny (1770 –1857) che le diede l'attuale nome in omaggio al cutter HMS Sabrina, una delle imbarcazioni della Royal Navy che presero parte alla spedizione. Una spedizione antartica francese guidata da Andre-Frank Liotard (1905-1982) sbarcò sull'isola il 3 marzo 1949, rimanendo solo poche ore a terra.

## Rivendicazione territoriale
L'isola è stata rivendicata dalla Nuova Zelanda come parte della Dipendenza di Ross, però la rivendicazione è soggetta alle disposizioni del Trattato Antartico.

## Conservazione
L'isola è il sito di riproduzione di diverse specie di uccelli tra cui il pigoscelide antartico (Pygoscelis antarcticus), il pinguino di Adelia (Pygoscelis adeliae) e la procellaria del capo (Daption capense)
Il territorio è protetto dal Trattato Antartico come Area Specialmente Protetta dell'Antartide (codice ASPA 104).